# Аусбау-парадигма
Аусба́у-паради́гма (парадигма «Ausbausprache — Abstandsprache — Dachsprache») — одна з сучасних соціолінгвістичних концепцій для розгляду стосунків між різними мовами і діалектами. Ці терміни, запропоновані німецькими лінгвістами, часто вживаються в іншомовних текстах без перекладу (вимова у позначеннях IPA: [ˈaʊsbaʊˌʃpraːxə] — [ˈapʃtantˌʃpraːxə] — [ˈdaxˌʃpraːxə]); зокрема, їх використання допомагає уникати політизованих дискусій на тему «мова чи діалект?». (З цією ж метою використовується також загальний термін «ідіом», що може позначати мову, діалект, говір, говірку тощо).
- Ausbausprache («мова, що розвивинулась») — мова, яка використовується незалежно від інших мов. Здебільшого, це функціонально розвинута мова із власним письмовим стандартом, яка обслуговує різні сфери письмового та усного спілкування і часто має певний офіційний статус. Наприклад, шведська та данська є «Аусбау-мовами», хоча вони є взаємнозрозумілі і діалекти цих мов творять діалектний континуум. Мови або діалекти, які ще не можна назвати «Аусбау-мовами», здебільшого використовуються тільки у приватному усному спілкуванні (наприклад, різні діалекти шведської та данської). Для «Аусбау-мов» також використовується термін «повнофункціональні» (тобто, вони можуть використовуватись не лише як розмовні, а у всіх інших сферах).
- Abstandsprache («окрема» або «віддалена» мова) стосовно іншої — це мова, яка досить сильно відрізняється від іншої, щоб вважати її окремою мовою, а не діалектом іншої. Наприклад, баскська або бретонська явно відрізняються від романських, які їх оточують.
- Dachsprache («мова-дах») — це мова, яка виконує функції стандартної мови (Ausbausprache) для інших ідіомів, здебільшого в межах діалектного континууму (при цьому віддалені діалекти можуть відрізнятися один від одного досить сильно, щоб взаєморозуміння їх носіїв стало проблематичним).

Мова може бути «окремою» або «віддаленою» (abstand), не будучи «повнофункціональною» (Аусбау). Така ситуація є досить типовою для етнічних меншин, які живуть у багатоетнічній державі: офіційні функції виконує мова більшості, а мови меншин використовуються переважно лише у побутовому спілкуванні. З іншого боку, мова може бути «повнофункціональною» і тоді, коли вона не є цілком «віддаленою» від сусідніх мов. Наприклад, данська, шведська і норвезька мови є хоч і досить близькими одна до одної, але все ж трьома різними «повнофункціональними» мовами. Сербська і хорватська літературні мови також функціонують окремо як офіційні мови (Аусбау), хоча не є abstand-мовами: їх віддаленість одна від одної значно менша, ніж від деяких місцевих сербських та хорватських діалектів. Концепція Аусбау грає важливу роль також тоді, коли місцеві розмовні ідіоми на досить великій території утворюють діалектний континуум. У таких випадках питання про те, де закінчується одна мова і починається інша, часто є питанням не стільки про «віддаленість», скільки про «повнофункціональність». Наприклад, на німецько-нідерландському та німецько-бельгійському прикордонні є перехідні діалекти, носії яких з різних боків кордону можуть легко порозумітися між собою, однак літературні стандарти німецької та нідерландської мов очевидно є досить «віддаленими» і цілком окремими «повнофункціональними» мовами.
«Мовою-дахом» (Dachsprache) є, наприклад, літературний стандарт арабської мови для різних регіональних і місцевих арабських діалектів, або літературний стандарт італійської мови для місцевих діалектів та регіональних мов Італії.